# 고구키촌 (사이타마현 기타사이타마군)
고구키촌(鴻茎村)은 사이타마현의 북동부, 기타사이타마군에 속했던 촌이다. 

## 역사
- 1889년 4월 1일 - 정촌제 시행에 수반해 기타사이타마군 고구키촌이 성립하였다.
- 1943년 4월 1일 - 기사이정, 다가야촌, 고구키촌, 다카야나기촌과 합병해 새로운 기사이정이 성립하였다.
- 1946년 5월 1일 - 기사이정이 분립해, 다카야나기촌이 재성립하였다.
- 1954년 10월 1일 -  기사이정, 다가야촌, 다나다레촌과 합병해, 새로운 기사이정이 되었다.